# Andreas Schelfhout

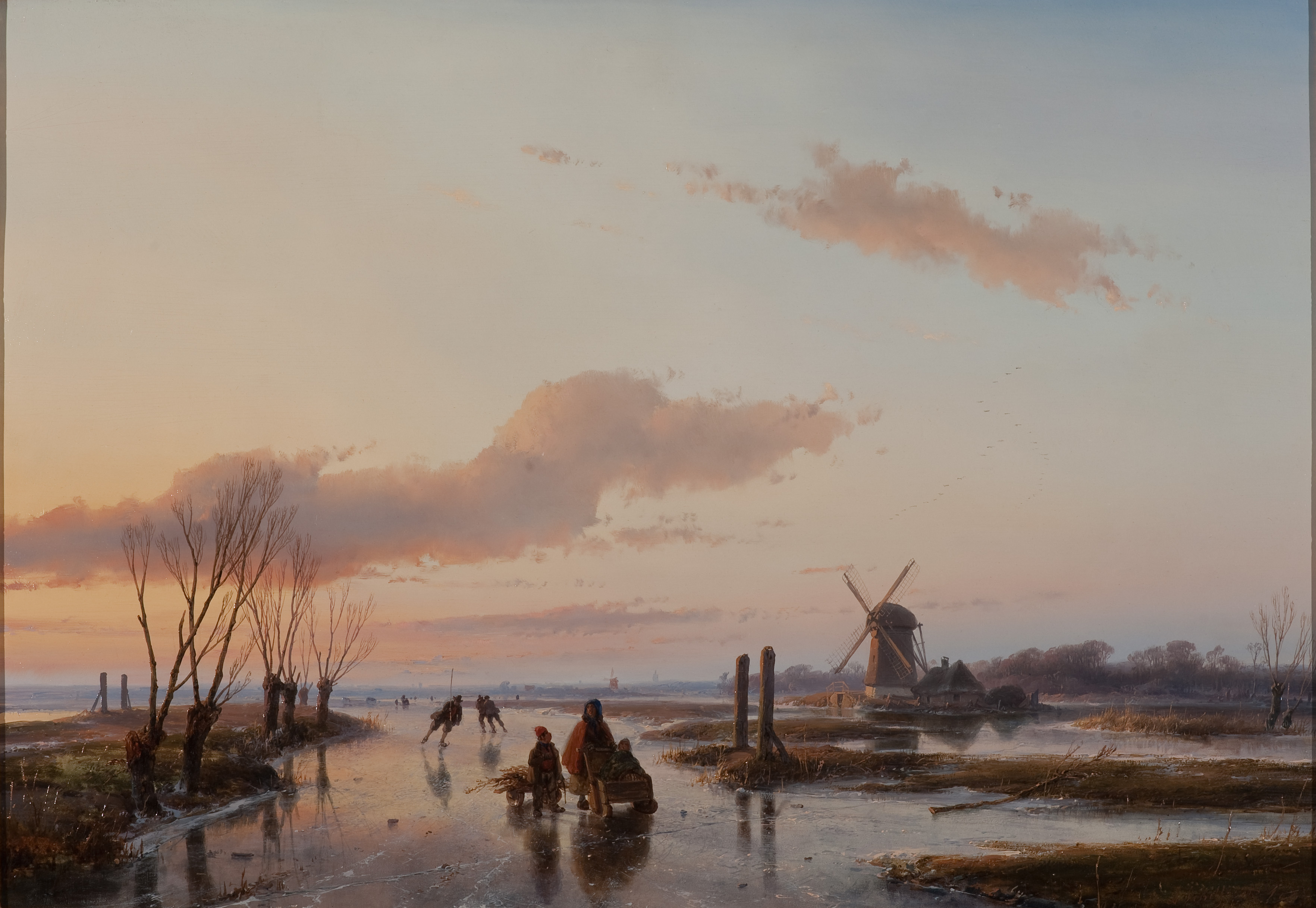
Canal congelat (1845)

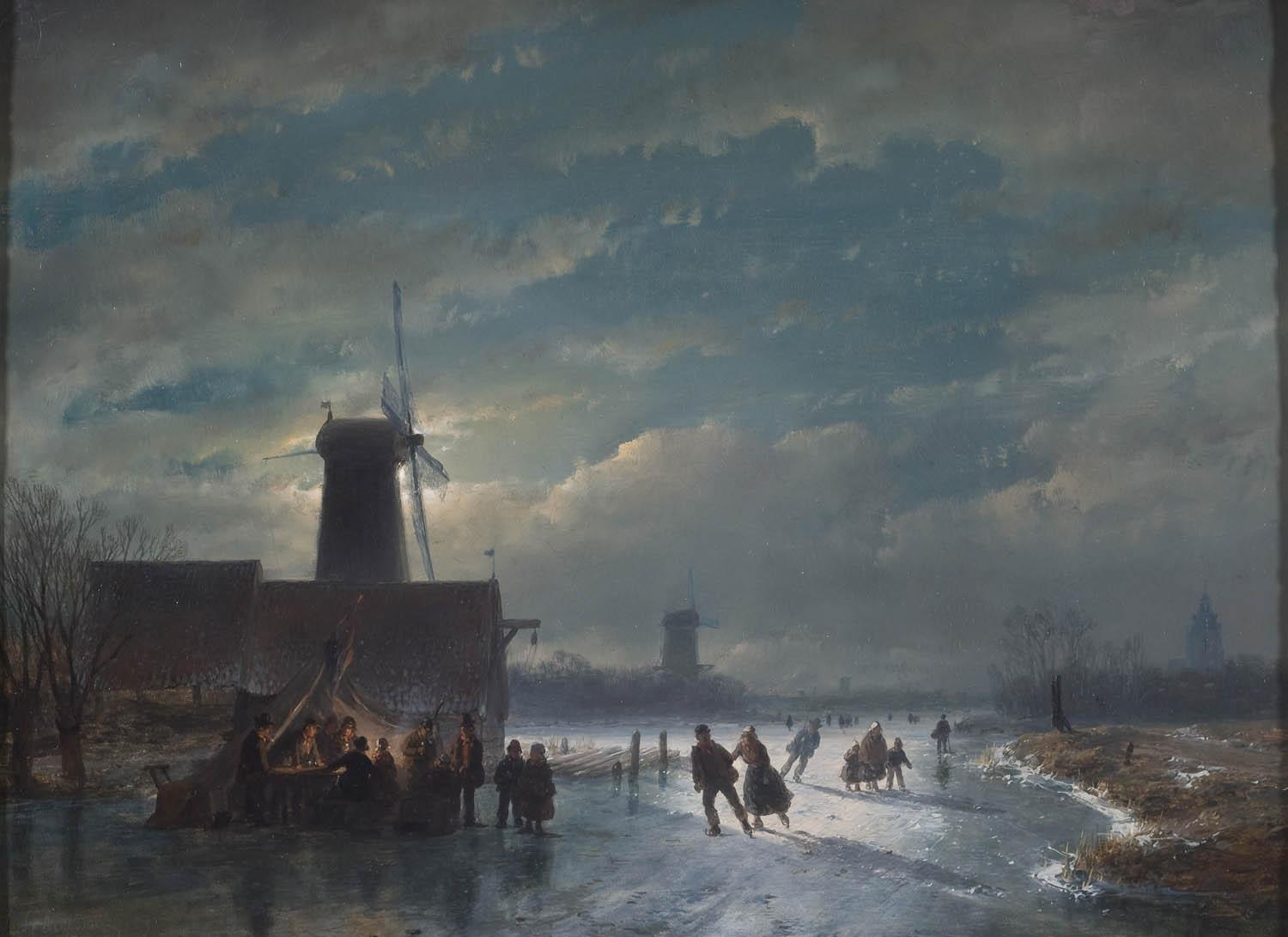
Paisatge hivernal amb «koek en zopie» de nit (1849)

Andreas Schelfhout (La Haia, 16 de febrer de 1787 – 19 d'abril de 1870) fou un pintor holandès, gravador d'aiguaforts i litògraf, conegut pls seus paisatges.
Englobat dins el Romanticisme, les seves escenes d'hivern holandeses i els canals congelats amb patinadors ja es van fer famoses durant la seva vida. Es convertia en un dels artistes de paisatge holandesos més influents del seu segle.

## Biografia
Andreas Schelfhout començà la seva trajectòria com a pintor de casa en el negoci que regentava el seu pare. Ja va començar a pintar quadres en les seves hores lliures. Després d'una primera exposició amb bona rebuda a la Haia, el seu pare l'envià per rebre formació apropiada a Joannes Breckenheimer (1772 – 1856), un dissenyador de la Haia. No només va aprendre els aspectes tècnics de la pintura, sinó que també va fer estudis detallats dels artistes de paisatges Meindert Hobbema i Jacob Van Ruysdael.
El 1815 va iniciar el seu propi taller i es va convertir en membre del Pulchri Studio. Gràcies a la seva excel·lència tècnica i sentit de composició i el seu ús de colors naturalistes, aviat es farà famós fora de la Haia. El 1818 es va convertir en membre de l'Acadèmia Reial d'Arts Visuals d'Amsterdam i el 1819 se li va atorgar la medalla d'or a una exposició d'Anvers. La seva reputació va continuar creixent i el 1822 se li va donar el rang de Corresponsal de quarta classe del Reial Institut Neerlandès.
Inicialment va pintar principalment escenes d'estiu, escenes de platges i pintures d'animals. Però a mesura que les seves pintures d'escenes d'hivern es van anar fent famoses, les va començar a incloure en les seves exposicions. Era principalment un artista d'estudi, confiant en els seus esbossos fet en plein air. El seu llibre d'esbossos Liber Veritatis mostra que feia aproximadament vint pintures cada any, entre elles unes quantes vistes estrangeres. Això indica que va viatjar a l'estranger al voltant de 1825. Posteriorment va visitar França el 1833, Anglaterra el 1835 (especialment per estudiar els treballs de John Constable) i Alemanya. El 1839 se li va atorgar l'Orde del Lleó Neerlandès i el 1844 se li va atorgar l'afiliació honorífica del grup d'artistes Kunst zij ons doel.
Schelfhout va impartir formació a diversos pintors que esdevindrien famosos com Johan Hendrik Weissenbruch, Johan Jongkind (un dels pares de l'Impressionisme), Charles Leickert, Johannes Josephus Destree, Jan Willem van Borselen, Nicholas Roosenboom, Willem Troost, el pintor de l'Escola del riu Hudson Louis Rémy Mignot i el seu gendre Wijnand Nuyen.
Al final de la seva carrera, va ajuntar uns vuitanta dibuixos de paisatges, majoritàriament gravacions d'obres anteriors i aquarel·les, dibuixats en guix i lleugerament acolorits.
La seva mort marcà el final del període romàntic a Holanda. Se'l considera un precursor de l'Escola de la Haia.

## Llegat
Les seves pintures es troben a les col·leccions del Rijksmuseum (Amsterdam), Museu Boijmans Van Beuningen (Rotterdam), Museu de Dordrecht (Dordrecht), Museu Teyler (Haarlem), Museu Jan Cunen (Oss), Reial Museu de Belles Arts d'Anvers, Museu de Belles Arts de Gant, Groeningemuseum (Bruges), National Gallery de Londres, Col·lecció Wallace (Londres) i Tyne & Wear Archives & Museums (Tyne i Wear).